# Melchior Dittmar von Wittgenstein

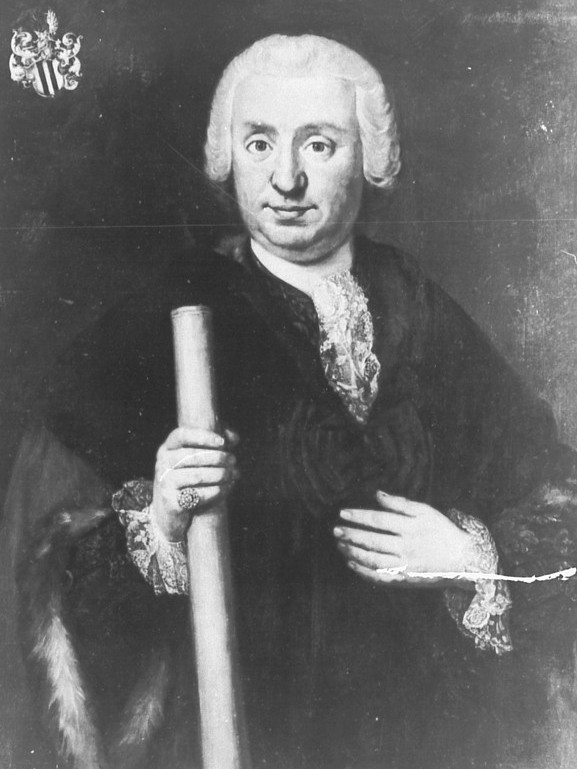
Melchior Dittmar von Wittgenstein – Porträt (nach 1777)

Melchior Dittmar von Wittgenstein (* 1720 in Köln; † 17. Oktober 1784 ebenda) stammte aus dem Patriziergeschlecht von Wittgenstein und war dreimal Kölner Bürgermeister.

## Leben
Als Stammvater des Kölner Patriziergeschlechts gilt Jörgen van Wytkensteyn († 1551), ein Dienstmann der Grafen Wilhelm und Georg von Limburg-Styrum.

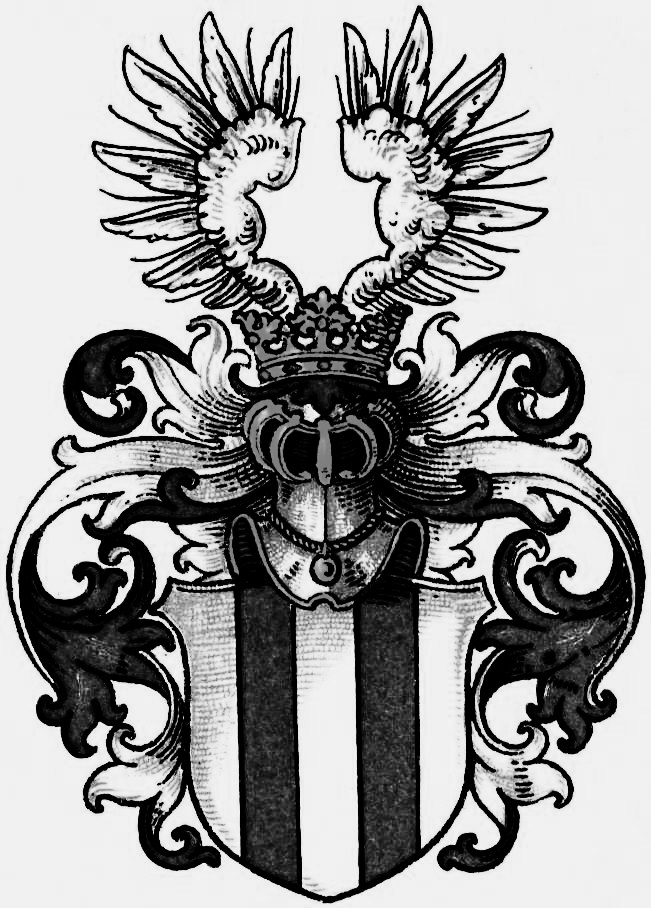
Familienwappen von Wittgenstein
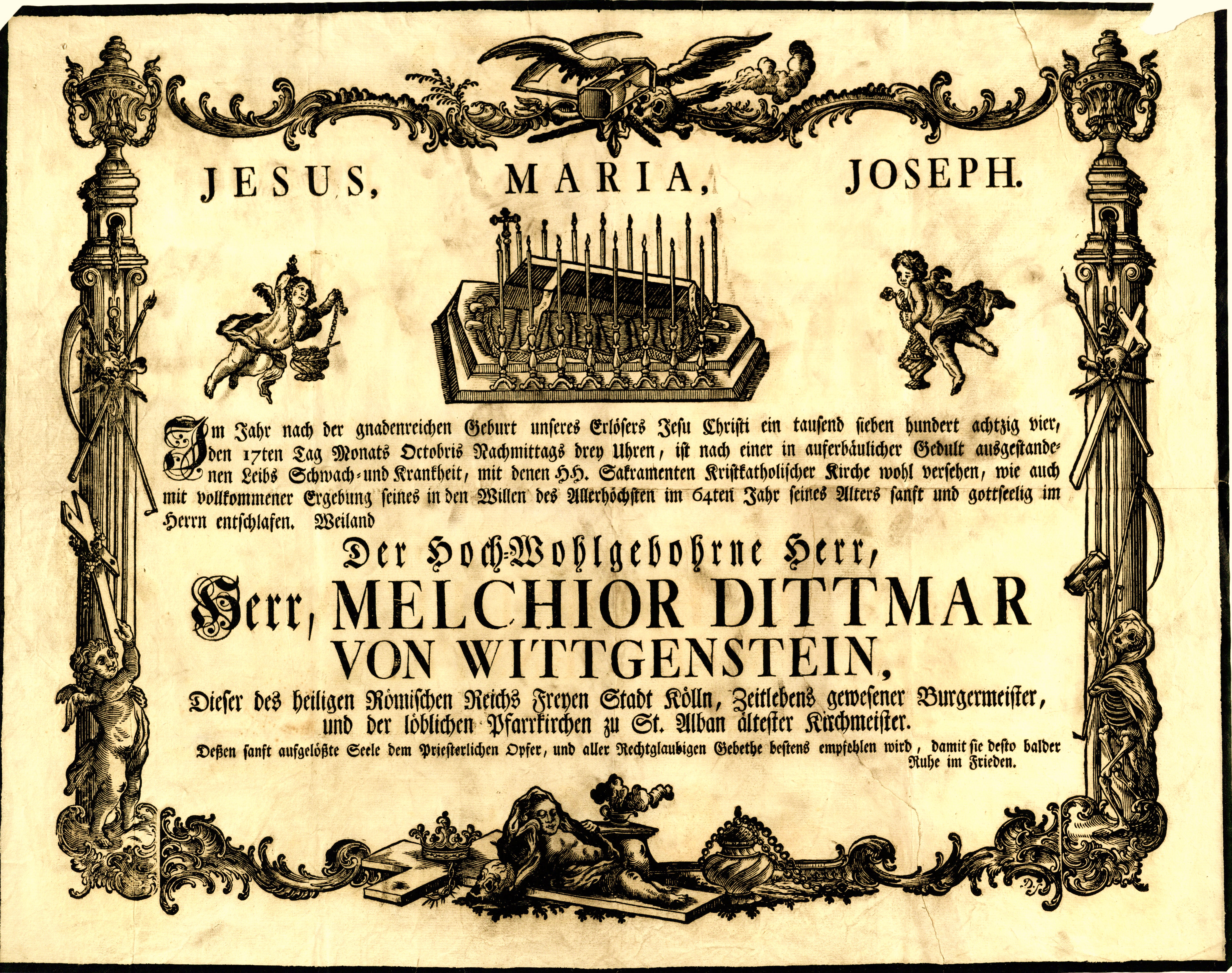
Melchior Dittmar von Wittgenstein – Totenzettel (1784)
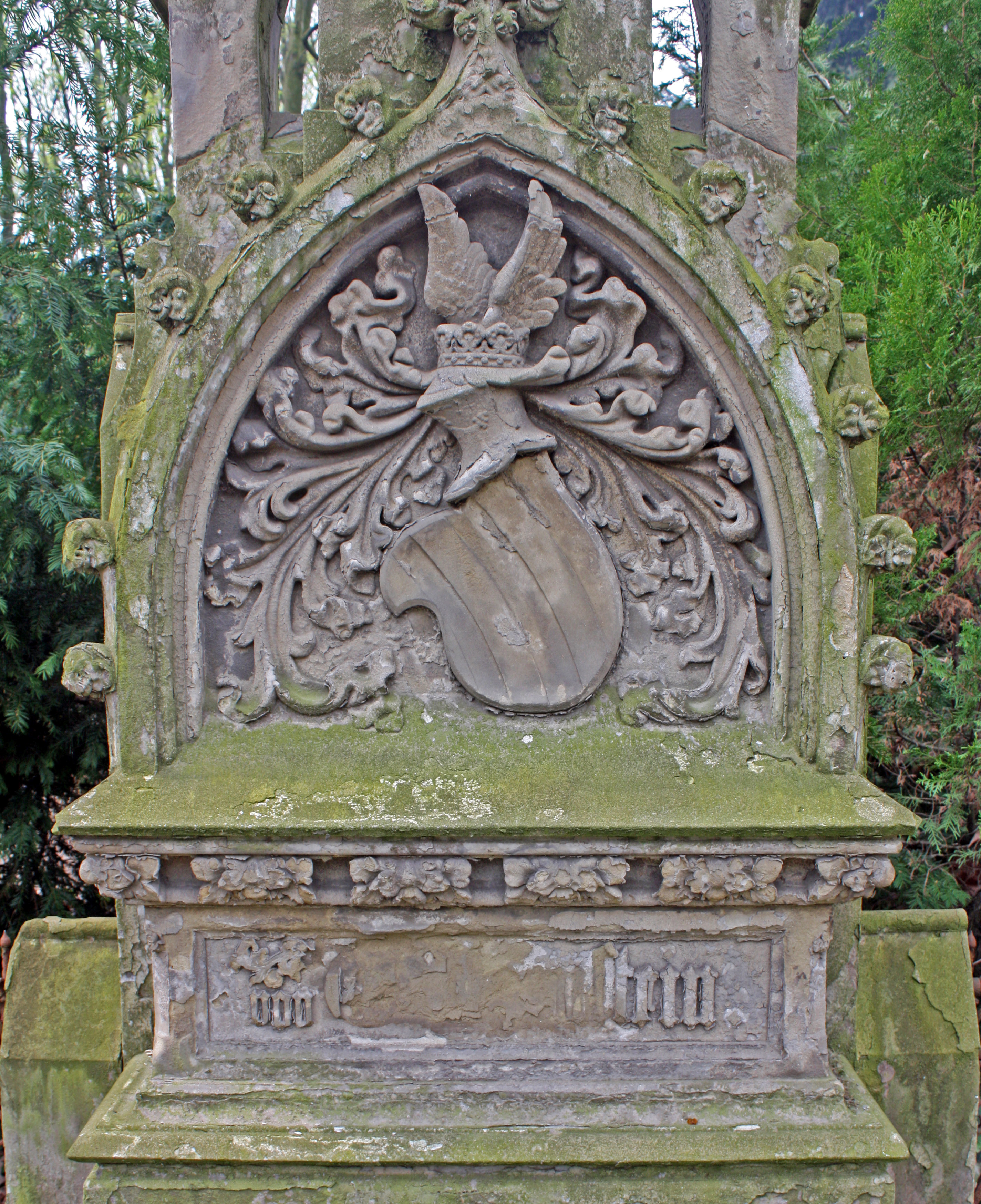
Familie von Wittgenstein – Grab auf Melaten

Melchior Dittmar von Wittgenstein war der Sohn von Gerhard Adolf von Wittgenstein (1680–1743) und dessen Gattin Anna Gertrudis von Stammen (1686–1758). Seine ältere Schwester war Petronella Josefa, die bereits 1716 zur Welt kam. Er besuchte das Laurentianer-Gymnasium An der Rechtschule, studierte Jura und war zwischen 1746 und 1776 Ratsherr im Rat der Stadt Köln. Melchior heiratete am 2. Januar 1753 Maria Theresa Elisabeth geb. von Heck, eine Tochter der Kölner Ratsherrenfamilie von Heck. Den Eheleuten gehörte der in der Kölner Trankgasse 9 gelegene „Wittgensteinsche Hof“. Hier kam am 24. Februar 1754 ihr erstes Kind, Johann Jakob Hermann Josef von Wittgenstein (1754–1823), zur Welt. Es folgten Johann Heinrich Joseph (* 10. Januar 1756) und Johann Laurenz Joseph Balthasar (* 22. Oktober 1757). Nachdem Melchiors Gattin 1758 früh verstarb, heiratete er am 15. November 1762 Maria Elisabeth Haes, die Witwe des kinderlosen Hubert Bensberg und Universalerbin der Firma Hubert Bensberg. Sie erzog Melchior seine früh verwaisten Kinder aus seiner ersten Ehe.

## Bürgermeister
Melchior Dittmar von Wittgenstein war der erste Bürgermeister aus seiner berühmten Familie. Er wurde am 18. Dezember 1777 als einer von zwei Bürgermeistern gewählt. Anlässlich seiner Amtseinführung beleuchtete man am 5. Januar 1778 festlich die Kölner Börse. Seine zweite Amtsperiode folgte am 24. Juni 1780, sie endete ein Jahr später am 24. Juni 1781. Zwei Jahre später übernahm er erneut dieses Amt für die Periode zwischen Juni 1783 und Juni 1784, die er noch vollständig wahrnehmen konnte, denn er verstarb krankheitsbedingt im Oktober 1784. Melchior ist im Familiengrab auf dem Melaten-Friedhof in Köln beigesetzt. Sein Sohn Johann Jakob folgte ihm als Bürgermeister nach und bekleidete sogar viermal dieses Amt, beginnend ab Juni 1786. Die Familie stellte bis ins 19. Jahrhundert Bürgermeister.